# Майкл Мансур

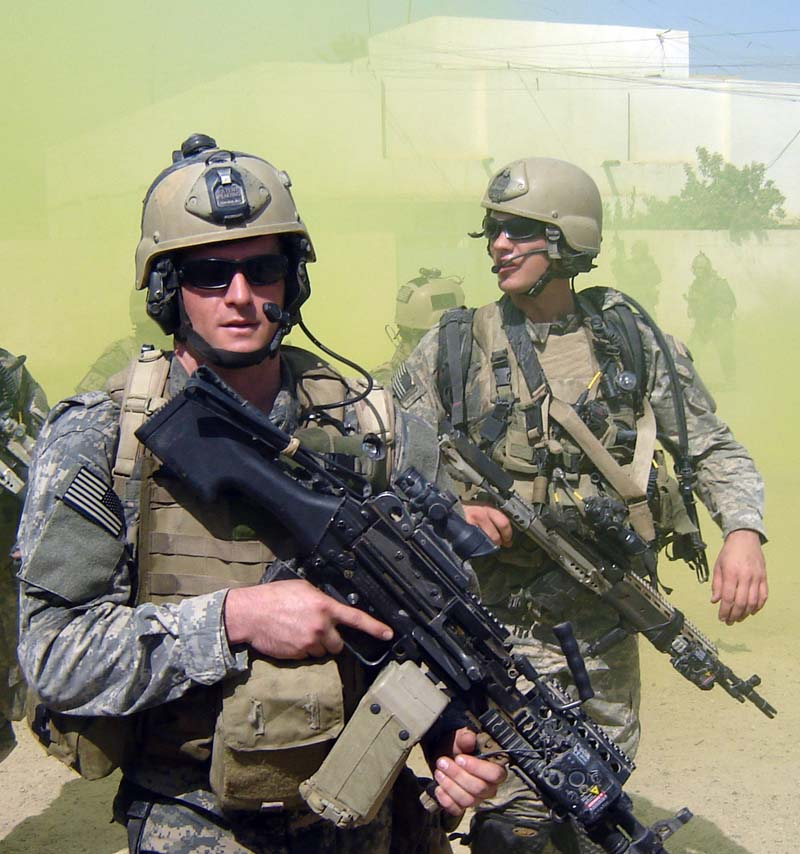
Петті-офіцер II класу М.Мансур (л.) в Іраку під час патрулювання. 2006

Майкл Ентоні Мансур (англ. Michael Anthony Monsoor) (нар. 5 квітня 1981, Лонг-Біч — пом. 29 вересня 2006, Ер-Рамаді, Анбар) — американський військовослужбовець, петті-офіцер II класу сил спеціальних операцій ВМС США, кавалер Медалі Пошани (посмертно). Перебуваючи зі своїм підрозділом — 3-ю групою морських котиків ВМС США — з квітня 2006 року у службовому відрядженні на території Іраку, брав активну участь у бойових діях та безпосередньо займався підготовкою іракських військовослужбовців. 29 вересня 2006, в ході бою в містечку Ер-Рамаді, ручна граната, яку кинув один з повстанців, потрапила на дах, де знаходилися кілька операторів SEAL разом з солдатами іракської армії. Усвідомлюючи загрозу для своїх товаришів, М.Мансур накрив гранату своїм тілом, таким чином врятувавши життя решти американських та іракських солдатів. Від отриманих поранень помер через 30 хвилин.
У жовтні 2008 секретар військово-морських сил США оголосив про другий есмінець керованої ракетної зброї в серії есмінців «Замволт» «Майкл Мансур» (DDG-1001) буде названий на честь кавалера медалі Пошани.
Також його ім'я носить Навчальний центр гірської підготовки ВМС США.

### Офіційний текст нагородження Майкла Мансура Медаллю Пошани
| ««За бездоганну хоробрість і саможертовну відвагу, проявлені 29 вересня 2006 року, з ризиком для власного життя, що перевищували звичайний службовий обов'язок, під час виконання обов'язків майстра автоматичної зброї в складі «Тактичної групи військово-морських сил на Аравійському півострові», яка діяла з метою виконання завдано під час підтримки операції «Свободу іракцям». Виконуючи завдання в складі групи морських котиків та снайперів іракської армії спостережного посту, який діяв на передовій, спостерігаючи за діями з даху однієї з будівель окупованої повстанцями місцевості в містечку Рамаді, Ірак, петті-офіцер М.Мансур продемонстрував виключну хоробрість та самопожертву попри серйозній загрозі. Рано-зранку, повстанці підготували скоординовану атаку, з метою розвідки боєм прилеглої території навколо позицій, де знаходилася передова група. Снайперська пара зірвала цю спробу ліквідувавши 2 повстанців. Противник продовжив свій штурм, застосовуючи реактивні гранати та стрілецьку зброю. На перебігу подій, коли активність противника значно зросла, петті-офіцер Мансур зайняв позицію поруч з кулеметним розрахунком на оголеній частині даху. Незважаючи на пильність спецпризначенців, повстанцям вдалося закинути ручну гранату на дах, яка відскочила від груди петті-офіцера М.Мансура та впала поруч з ним. Незважаючи на те, що лише він бачив цей загрозливий предмет, й мав можливість втекти з місця вибуху, замість цього, петті-офіцер М.Мансур обрав інший варіант, зволівши врятувати своїх бойових товаришів. Майже умить та ігноруючи почуття самозахисту, він перекинув своє тіло на гранату, що впала, тим самим погасивши силу вибуху власним тілом, врятувавши таким чином життя двох своїх товаришів. За його безстрашну мужність, бойовий дух, та непохитну відданість службовому обов'язку перед лицем неминучої смерті, петті-офіцер М.Мансур, за те що він безсумнівно віддав своє життя за свою країну, це тим самим відражає велику пошану перед найвищими традиціями ВМС США. Оригінальний текст (англ.) For conspicuous gallantry and intrepidity at the risk of his life above and beyond the call of duty while serving as Automatic Weapons Gunner for Naval Special Warfare Task Group Arabian Peninsula, in support of Operation IRAQI FREEDOM on 29 September 2006. As a member of a combined SEAL and Iraqi Army sniper overwatch element, tasked with providing early warning and stand-off protection from a rooftop in an insurgent-held sector of Ar Ramadi, Iraq, Petty Officer Monsoor distinguished himself by his exceptional bravery in the face of grave danger. In the early morning, insurgents prepared to execute a coordinated attack by reconnoitering the area around the element's position. Element snipers thwarted the enemy's initial attempt by eliminating two insurgents. The enemy continued to assault the element, engaging them with a rocket-propelled grenade and small arms fire. As enemy activity increased, Petty Officer Monsoor took position with his machine gun between two teammates on an outcropping of the roof. While the SEALs vigilantly watched for enemy activity, an insurgent threw a hand grenade from an unseen location, which bounced off Petty Officer Monsoor's chest and landed in front of him. Although only he could have escaped the blast, Petty Officer Monsoor chose instead to protect his teammates. Instantly and without regard for his own safety, he threw himself onto the grenade to absorb the force of the explosion with his body, saving the lives of his two teammates. By his undaunted courage, fighting spirit, and unwavering devotion to duty in the face of certain death, Petty Officer Monsoor gallantly gave his life for his country, thereby reflecting great credit upon himself and upholding the highest traditions of the United States Naval Service.» |